# 土の歌
混声合唱とオーケストラのためのカンタータ『土の歌』（こんせいがっしょうとオーケストラのためのカンタータ つちのうた）は、大木惇夫(本名:大木軍一)が作詞、佐藤眞が作曲したカンタータ。日本ビクターの委嘱により、1962年に作曲された。

## 概要
楽曲は、タイトル通り混声合唱団と管弦楽団によって演奏するために書かれており、初演は、指揮：岩城宏之、混声合唱：東京混声合唱団、管弦楽：NHK交響楽団により行われた。
後に、ピアノ伴奏版が作られたことにより、中でも当楽曲を構成する楽章の一つである終楽章「大地讃頌」が、中学校をはじめとする日本の学校教育の現場において、合唱コンクールや卒業式などで歌われる定番曲として広く知られ定着している。1980年代はじめに出版された『新しい私たちの合唱曲集』（教育芸術社）において単独収録が行われており、その後も様々な出版社の楽譜に収められており、全国的に歌われるようになった。
玉田元康（ボニージャックスのメンバー）や平野淳一によって、男声合唱とピアノのためのヴァージョンも作られていたが、2008年に早稲田大学グリークラブによる委嘱で作曲者による男声合唱版も作られた。
初演の後に数回の改訂がなされ、特に4管編成だった管弦楽版が2管編成になったり、ピアノ伴奏版として出版された際には、アマチュア合唱団の声域に配慮するかたちで「農夫と土」「祖国の土」「天地の怒り」の3曲は短2度下へ、「大地讃頌」は減3度下へとそれぞれ移調された（その結果、「大地讃頌」では38小節にテノールがF♯2をバスとともに歌う箇所が出てくる）。

## 構成
調はすべて、現時点での最新版にあたる2009年改訂版および男声版のものである。
第1楽章「農夫と土」
イ長調、一時嬰ヘ長調に転調する。自然の恵みの神秘、土への感謝が描かれている。
第2楽章「祖国の土」
人は皆土に生まれ、土に還っていくという意味の詩。行進曲風。転調が多い。
第3楽章「死の灰」
ヘ短調。原爆について取り上げられ、人間と科学の汚さが描かれている。
第4楽章「もぐらもち」
第3楽章と同じく原爆が扱われており、モグラに例えて人間を皮肉っている。テノールのソロがある。
第5楽章「天地の怒り」
ホ短調。天災と人間悪について描かれている。
第6楽章「地上の祈り」
ト長調。大地への想いと反戦の祈りが書かれている。
第7楽章「大地讃頌」

ヘ長調。本作品を締めくくる大地への限りない讃歌。

## 楽曲をめぐるエピソード
- 当初、小澤征爾指揮、NHK交響楽団、東京混声合唱団でレコーディングされる予定だったが、小澤とN響との不和により、岩城宏之の指揮に変更された。
- 1970年、当時ピアノ伴奏版混声四部は合唱曲集として発売されておらず、音楽雑誌『合唱界』の巻末付録に2、3曲ずつの綴じ込みで付録とされていた。出版社がその付録を合本し、ねずみ色の模造紙の表紙をつけて発売した楽譜が、現在歌われている「土の歌」の原版である。
- 1971年、東京都杉並区の杉並混声合唱団の第1回定期演奏会で全曲演奏された。その後、杉並区内や近隣の中学高校で終曲のみ、校内行事などで盛んに歌われるようになり、教育芸術社より単独収録で出版されるに至る。

### 大地讃頌事件
2003年、PE'Zが日本音楽著作権協会の許可を得てジャズ・アレンジでカバーし、シングル「大地讃頌」、およびアルバム『極月-KIWAMARI ZUKI-』に収録した。しかし作曲者は、同曲の編曲権、同一性保持権を侵害しているとして翌年、東京地方裁判所に販売停止の仮処分を申請した。これに対し、PE'ZおよびCDの発売元である東芝EMIは、当該CDを出荷停止して和解した。アルバム『極月-KIWAMARI ZUKI-』については、後に曲が差し替えられて再発売されている。